# Колібрі-тонкодзьоб білохвостий
Колі́брі-тонкодзьо́б білохвостий (Chalcostigma herrani) — вид серпокрильцеподібних птахів родини колібрієвих (Trochilidae). Мешкає в Андах. Вид названий на честь президента Колумбії Педро Алькантари Еррана.

## Опис

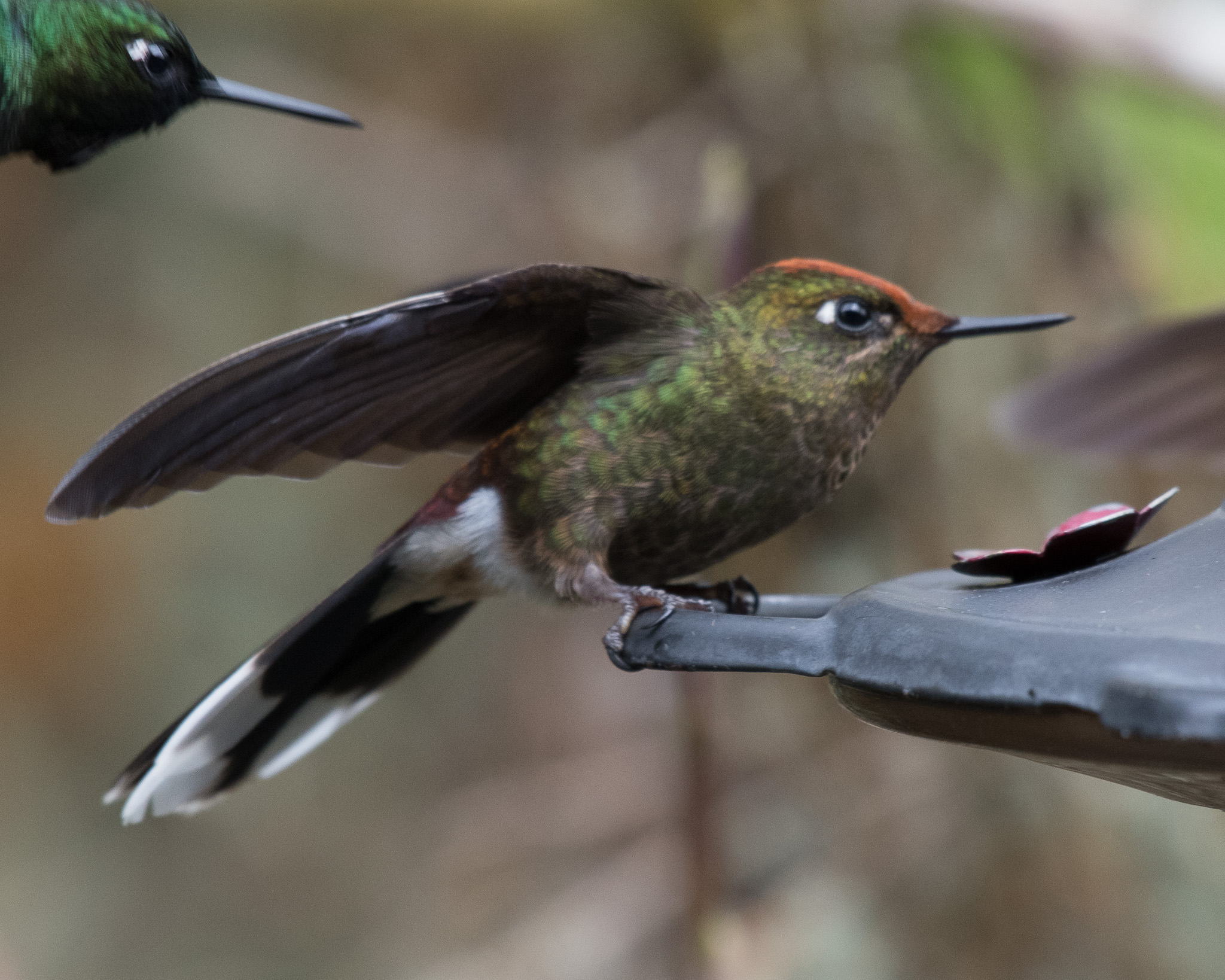
Білохвостий колібрі-тонкодзьоб

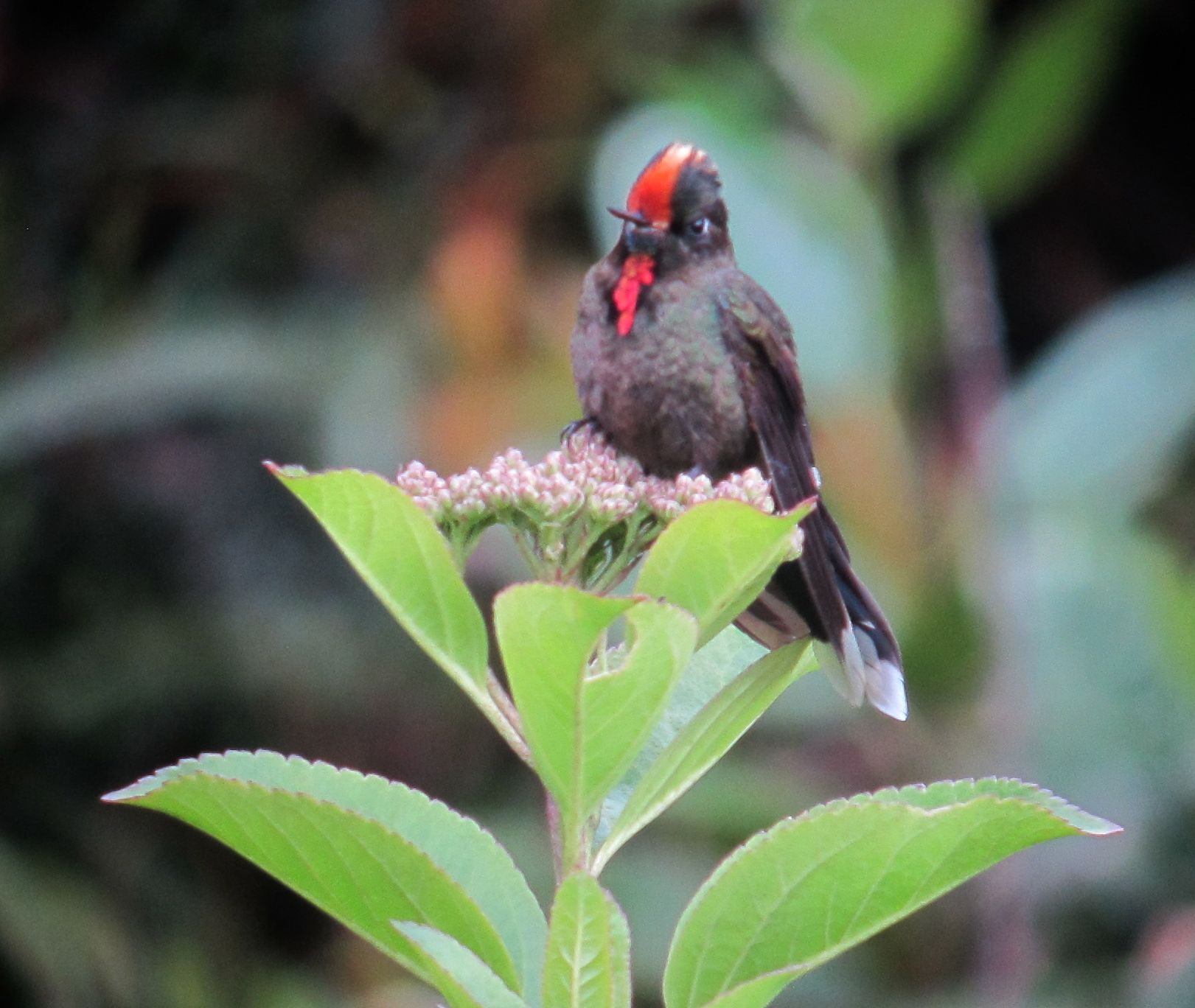
Білохвостий колібрі-тонкодзьоб

Довжина птаха становить 10,5-12 см, вага 5,5-6,5 г. Самці мають переважно темно-зелене забарвлення, на лобі і передній частині тімені у них мідно-червона пляма, за очима білі плями. Надхвістя мідне, нижні покривні пера хоста білі. Хвіст синювато-чорний, роздвоєний, крайні стернові пера мають білі кінчики, особливо помітні в польоті. На підборідді і горлі Райдужна Блискуча пляма, кольори якої переливаються від синьо-зеленого і бірюзового до жовтого і червоного в нижній частині. Лапи чорні, дзьоб короткий і тонкий, довжиною 13 мм, чорний. У самиць нижня частина живота і нижні покривні пера хвоста блідо-охристі, пляма на горлі менш виражена. Забарвлення молодих птахів є подібним до забарвлення самиць, однак пляма на горлі у них відсутня.

## Підвиди
Виділяють два підвиди:
- C. h. tolimae Kleinschmidt, 1927 — Невадо-дель-Толіма (Центральний хребет Колумбійських Анд);
- C. h. herrani (Delattre & Bourcier, 1846) — Західний хребет Анд в Колумбії (на південь від Кауки), Еквадорі і Перу (П'юра, Кахамарка).

## Поширення і екологія
Білохвості колібрі-тонкодзьоби мешкають в Колумбії, Еквадорі і Перу. Вони живуть на високогірних луках та у високогірних чагарникових заростях парамо, на висоті від 2700 до 4000 м над рівнем моря. Живляться нектаром дрібних квітів трав і низькорослих чагарників, а також дрібними комахами. Білохвості колібрі-тонкодзьоби є дуже територіальними птахами і агресивно захищають свої кормові території, проганяючи навіть більших за себе птахів, таких як квіткоколи, а також не дозволяють живитися нектаром квіткових дерев на своїй території. Сезон розмноження триває переважно з липня по вересень.